# Segre (reka)
Segre je 910 km dolga reka, ki teče po ozemlju Katalonskih držav (Francija, Andora in Španija). Izlije se v Sredozemsko morje.
Glavni pritoki so: Valira, Noguera Pallaresa, Noguera Ribargorçana in Cinca.